# Túszdráma a müncheni olimpián
Az olimpiai túszdráma, olimpiai tragédia vagy müncheni mészárlás elnevezés a palesztin terroristák által, izraeli sportolók ellen, 1972. szeptember 5-én Münchenben, az 1972-es nyári olimpiai játékok alatt elkövetett merényletet jelenti. Ekkor a Fekete szeptember elnevezésű palesztin terrorszervezet az izraeli csapat 11 sportolóját ejtette túszul. Két sportoló rögtön a túszejtés során halálosan megsebesült, de a német hatóságok kudarcba fulladt kiszabadítási akciója során a többi túsz is életét vesztette, valamint meghalt öt terrorista és egy német rendőr is. Később két túlélő (de el nem ítélt) palesztin túszejtőt, valamint az akció feltételezett kitervelőjét, az izraeliek titkos akciója során kivégezték, a 8 végrehajtó közül egyedül Jamal Al-Gashey élte túl bujkálva az esetet.

## A támadás
1972. szeptember 5-én hajnali 4 óra 10 perckor a Fekete szeptember palesztin terrorszervezet nyolc tagja átmászott az olimpiai falu kerítésén, a 25A kapu közelében, és behatoltak a izraeli olimpiacsapat Connollystraße 31 alatti szállására. A gépfegyverekkel felszerelkezett túszejtőknek nem került nagy fáradságába az izraeli sportolókat ártalmatlanná tenni, hiszen a sportolók az ajtókat nem is zárták be. A biztonsági intézkedések is sokkal lazábbak voltak, mint az 1936-os berlini olimpia idején, ezzel kívánták a németek jelezni, hogy ez már egy másik Németország.
A terroristák tizenegy túszt ejtettek, név szerint: David Mark Berger, Ze'ev Friedman, Joseph Gottfreund, Eliezer Halfin, Joseph Romano, André Spitzer, Amitsur Schapira, Kahat Schor, Mark Slavin, Jaakov Springer és Moshe Weinberg. Weinberg és Romano rögtön az akció elején szerzett sebesülésükbe mindketten a helyszínen bele is haltak. Moshe Weinberg birkózóedző és Yossef Romano súlyemelő megpróbáltak ellenállni, és két terroristát megsebesítettek, mielőtt lelőtték őket.
A bajor rendőrség az akció során nem volt tekintettel a következményekre, amint azt az egész világ az élő TV- és rádióközvetítésnek köszönhetően láthatta. Később a tanulságok levonása után felállították a GSG9 német terrorelhárító csapatot.
A német politikusok, pontosabban Willy Brandt szövetségi kancellár (SPD) és Hans-Dietrich Genscher belügyminiszter (FDP) visszautasították az izraeli kormány azon ajánlatát, hogy izraeli különleges egységek segítsenek a túszok kiszabadításában. A közvélemény felé ezt a belügyekbe való be nem avatkozás indokával kommunikálták. Ahogy az események mutatják, a német biztonsági erők nem voltak a biztonságos megoldásnak még a közelében sem, már csak azért sem, mert nem voltak ilyen vészhelyzetre felkészítve. Az akkori bajor belügyminiszter – Bruno Merk – szerint, ha német politikusok megadták volna az engedélyt, akkor még aznap akcióba léphettek volna az izraeli terrorelhárítók. A túszejtők már a tett elkövetésének napján el kívánták hagyni Münchent, hogy az izraeli különleges erőknek ne legyen idejük beavatkozni (más források szerint akkor kívánták az olimpiai falut elhagyni, amikor a televízióban meglátták, hogy a német rendőrök akcióra készülnek), mint ahogyan azt tették ugyanez év május 9-én egy Sabena-repülőgép elleni palesztin támadáskor Tel-Avivban.
A terroristák először reggel 9 óráig adtak határidőt: 232 izraeli börtönben lévő palesztin fogoly, a német Andreas Baader és Ulrike Meinhof, valamint a japán Kozo Okamoto terroristák szabadon bocsátását is. Az izraeli válasz nem késett sokat, és egyértelműen visszautasította a tárgyalásokat.
Walther Tröger, az olimpiai falu polgármestere, Willi Daume, a Német Nemzeti Olimpiai Bizottság elnöke, Manfred Schreiber rendőrfőnök, aki a XX. olimpiai játékok biztonságáért volt felelős, valamint Bruno Merk bajor belügyminiszter és Hans-Dietrich Genscher felajánlották magukat túsznak az izraeli sportolók szabadságáért cserébe. Az ajánlatot a palesztinok nem fogadták el.
A terroristák negyedórával az első ultimátum lejárta előtt három órával (déli 12 óráig) meghosszabbították azt. Ahogy a határidő közeledett, a német válságstáb felújította a tárgyalásokat az elrablók vezetőjével, aki magát „Issának” nevezte. Amint egy televíziós interjúból kiderült [forrás?], Issa édesapja nem tudta a fiáról, mire készül, de később büszke volt fia tettére. Az arab liga és az egyiptomi küldöttségek segítségének köszönhetően, az ultimátumot további öt órával – 17 óráig – hosszabbították meg. Ez idő alatt a terroristák az elektronikus médiából kitűnően tájékozódtak a német rendőrség felkészüléséről.
Az elkövetők ezután kijelentették, hogy a túszaikkal együtt Kairóba kívánnak távozni. A német tárgyalópartnerek először busszal kívánták őket elszállítani, de miután a palesztinok nem vállalták a kockázatát, hogy mélygarázsban szálljanak be a buszba, a terroristákat és a túszokat két helikopterrel szállították a közeli fürstenfeldbrucki katonai repülőtérre, ahol a Lufthansa egy Boeing 727-ese várt rájuk.
A németek a repülőtéren kívántak lecsapni a terroristákra. A helyszínen az érkezőket csupán öt lövész várta, mindenféle védőfelszerelés nélkül, miközben a túszejtők nyolcan voltak.
A lövészek, akik a repülőtér épületének tetején és a kifutópályán foglalták el állásaikat, semmilyen mesterlövész kiképzéssel nem rendelkeztek. Fegyvereik is csak kapkodva összeszedett G3 típusú sorozatlövő puskák voltak, ezenkívül nem rendelkeztek páncélozott járművekkel sem. Mint egy lövész később egy interjúban elmesélte, a legrosszabb számukra az volt, hogy nem voltak kiképezve, lelkileg felkészülve arra, hogy embereket megöljenek. Páncélozott járműveket csak a két órán keresztül elhúzódó lövöldözés hatására hívtak, de ezek a sok kíváncsiskodó miatti sűrű forgalomban elakadtak, és csak félórás késéssel értek oda.

A lövöldözés kb. 23 órakor, akkor kezdődött, amikor a két terrorista, akik magukat „Issának“ és „Tonynak“ nevezték visszatérőben voltak a helikopterekhez, miután az elmenekülésükhöz kapott repülőgépet megvizsgálták, és azt személyzet nélkül találták. A rendőrség az eleve kudarcra ítélt lövöldözés megkezdésekor erős fényszórókkal világította be a kifutópályát. A terroristák először a fényszórókat lőtték ki. A lövészeknek nem csak nem volt rádiókapcsolatuk egymással, és teljesen koordinálatlanul választották ki céljaikat, de nem rendelkeztek éjjellátókészülékkel és védőfelszereléssel sem. Az első sortűz során csak egy terroristát találtak el, „Tony“-t, a támadás irányítóját, aki éppen visszatérőben volt a repülőgéptől. Társa „Issa“ a sebesültet hátrahagyva, visszament a többiekhez. Hárman közülük a helikopterek mögött találtak fedezéket, a távcsöves puskások látótávolságán kívül. A harc már kb. 45 percen keresztül tartott, amikor a Münchenből hívott páncélozott rendőri járművek megérkeztek. Ekkor a terroristák kézigránátot dobtak az egyik helikopterben rekedt túszokra, a másikban géppisztoly sorozatokkal kivégezték az odakötözött sportolókat.

## A túszdráma halottai
Az akció elején lelőtték
- Moshe Weinberg (birkózó edző, szül. 1939)
- Yossef Romano (súlyemelő, szül. 1940)

Lelőtték és gránáttal megölték a keleti oldali D-HAQO helikopterben
- David Berger (súlyemelő, szül. 1944)
- Yakov Springer (súlyemelő bíró, szül. 1921)
- Eliezer Halfin (birkózó, szül. 1948)

Lelőtték a nyugati oldali D-HAQU helikopterben
- Yossef Gutfreund (birkózó bíró, szül. 1931)
- Kehat Shorr (lövészet edző, 1919)
- Mark Slavin (birkózó, szül. 1954)
- Andre Spitzer (vivó edző, szül. 1945)
- Amitzur Shapira (atlétika edző, szül. 1932)

Lelőtték az irányítótoronyban
- Anton Fliegerbauer (német rendőr, szül. 1940)

Palesztinok akiket lelőtt a német rendőrség
- Luttif Afif (alias Issa)
- Yusuf Nazzal (alias Tony)
- Afif Ahmed Hamid (alias Paolo)
- Khalid Jawad (alias Salah)
- Ahmed Chic Thaa (alias Abu Halla)